# Psylla grata
Psylla grata är en insektsart som beskrevs av Yang 1984. Psylla grata ingår i släktet Psylla och familjen rundbladloppor. Inga underarter finns listade i Catalogue of Life.